# Entente Sportive Viry-Châtillon
O Entente Sportive Viry-Châtillon é um clube de futebol com sede em Viry-Châtillon, França. A equipe compete no Championnat de France Amateur.

## História
O clube foi fundado em 1958.